# Federazione di rugby a 15 del Togo
La Federazione Rugby XV del Togo (in francese Fédération Togolaise de Rugby) è l'organo che governa il Rugby a 15 nel Togo.
Affiliata all'International Rugby Board, è inclusa fra le nazionali di terzo livello senza esperienze di Coppa del Mondo.